# Скатообразные
Скатообразные, или ромботелые скаты (лат. Rajiformes) — один из четырёх отрядов надотряда скатов. Это хрящевые рыбы с плоским телом, ближайшие родственники акул. Преимущественно обитают в прибрежных водах, хотя существуют и глубоководные скаты. Распространены повсеместно, однако, наибольшего разнообразия достигают в приполярных районах и районах с умеренным климатом. В Российских водах отряд представлен ромбовыми скатами и Arhynchobatidae. В наши дни этот отряд является самым многочисленным и включает в себя порядка 200 видов скатов.

## Описание
Представители этого отряда имеют сильно уплощенное ромбовидное туловище, на тазовых хрящах имеются своеобразные выросты и следы жаберных складок в брызгальцах. У скатов этого отряда хвостовые шипы отсутствуют, а хвостовой плавник сильно редуцирован. У некоторых скатов этого отряда вдоль середины тела имеются крупные шипы. Окраска особей зависит от цвета грунта среды, в которой они обитают.

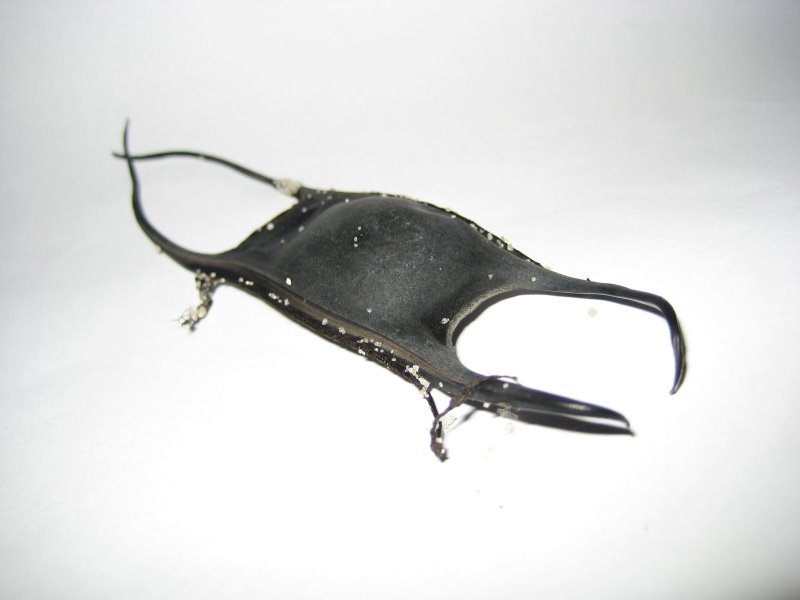
«Русалочий кошелёк»

## Биология
Эти преимущественно донные рыбы обычно ведут ночной образ жизни, а днем малоактивны и закапываются в грунт, оставляя на поверхности только глаза.
Питаются мелкой рыбой и донными беспозвоночными. Процесс репродукции происходит путём откладывания покрытых роговой оболочкой яиц.

## Классификация
К отряду ромботелых скатов в настоящее время относят следующие семейства:
- Anacanthobatidae von Bonde & Swart, 1923 — Нитерылые скаты
- Arhynchobatidae  Fowler, 1934
- Crurirajidae  Hulley, 1972
- Rajidae de Blainville, 1816 — Ромбовые скаты[5]
- Rhinobatidae Bonaparte, 1835 — Рохлевые скаты

## Различия между скатообразными и хвостоколообразными
| Характеристика   | Скатообразные                                                                            | Хвостоколообразные                                                                | Источники   |
| ---------------- | ---------------------------------------------------------------------------------------- | --------------------------------------------------------------------------------- | ----------- |
| Внешний вид      |                                                                                          |                                                                                   |             |
| Размножение      | Яйцеживорождение (откладывают яйца, заключённые в роговую капсулу — «русалочий кошелёк») | Живорождение, эмбрион развивается внутри тела самки                               | [ 6 ]       |
| Спинной плавник  | Да                                                                                       | Нет или рудиментарный                                                             | [ 6 ]       |
| Брюшные плавники | Разделены на 2 лопасти                                                                   | 1 лопасть                                                                         | [ 7 ]       |
| Хвост            | Мясистый хвост без шипов                                                                 | Кнутовидный с 1 или 2 шипами                                                      | [ 6 ] [ 7 ] |
| Защита           | Колючки, покрывающие дорсальную поверхность диска                                        | Ядовитые шипы на хвосте                                                           | [ 6 ]       |
| Зубы             | Мелкие                                                                                   | Мелкие притуплённые зубы собраны в плоские пластины, приспособленные дробить пищу | [ 6 ]       |
| Ширина диска     | До 3,5 м, в целом мельче хвостоколообразных                                              | До 9 метров, в целом крупнее скатообразных                                        | [ 6 ]       |
| Окраска          | Часто тусклого серо-коричневого цвета                                                    | Часто пёстрая, но не всегда                                                       | [ 7 ]       |
| Среда обитания   | Часто абиссальные воды                                                                   | Часто мелководье, но не всегда                                                    | [ 7 ]       |